# Dariusz Michalak (piłkarz)
Dariusz Michalak (ur. 21 lipca 1966) – polski piłkarz, trener.

## Kariera
Syn Jana Michalaka, pięściarza Stali Stalowa Wola. Od 7 roku życia trenował piłkę nożną w Stali Stalowa Wola, której został wychowankiem. Wśród jego trenerów był Rudolf Patkoló. W barwach „Stalówki” dwukrotnie awansował z II ligi do I ligi (sezony 1990/1991 i 1993/1994). W pierwszym z tych sukcesów miał swój bezpośredni udział, gdy 19 czerwca 1991 w ostatnim meczu sezonu II ligi, będącym zarazem spotkaniem derbowym z Siarką Tarnobrzeg, zdobył zwycięskiego gola (pierwsza bramka, końcowy rezultat 2:0), zapewniając tym samym Stali pierwsze miejsce w rozgrywkach. W barwach Stali występował w najwyższej klasie rozgrywkowej edycji 1991/1992 i 1994/1995. Łącznie w I lidze rozegrał 25 spotkań, w których zdobył dwa gole. Latem 1995 został zawodnikiem III-ligowej Stali Sanok w sezonie III ligi 1995/1996 (wraz z nim inny zawodnik Stali Stalowa Wola, Janusz Mulawka). Po rundzie jesiennej w tej drużynie powrócił do Stalowej Woli. Był czynnym piłkarzem do 40. roku życia w barwach Sokoła Nisko. Był zawodnikiem prawonożnym.
Po zakończeniu kariery zawodniczej pracował w Hucie Stalowa Wola. Jako szkoleniowiec prowadził zespół juniorski Sokoła Nisko oraz był grającym trenerem drużyny seniorskiej do 2006. W 2010 został trenerem grup młodzieżowych w macierzystej Stali Stalowa Wola.